# 渾河
渾河（こんが、満州語：ᡭᠣᠨᠡᡭᠠ
ᠪᡞᠷᠠ　転写：hunehe bira）は、中華人民共和国東北部の河川で、遼河の支流。渾河は「泥の河」の意。旧称は瀋水とも玉帯河とも。

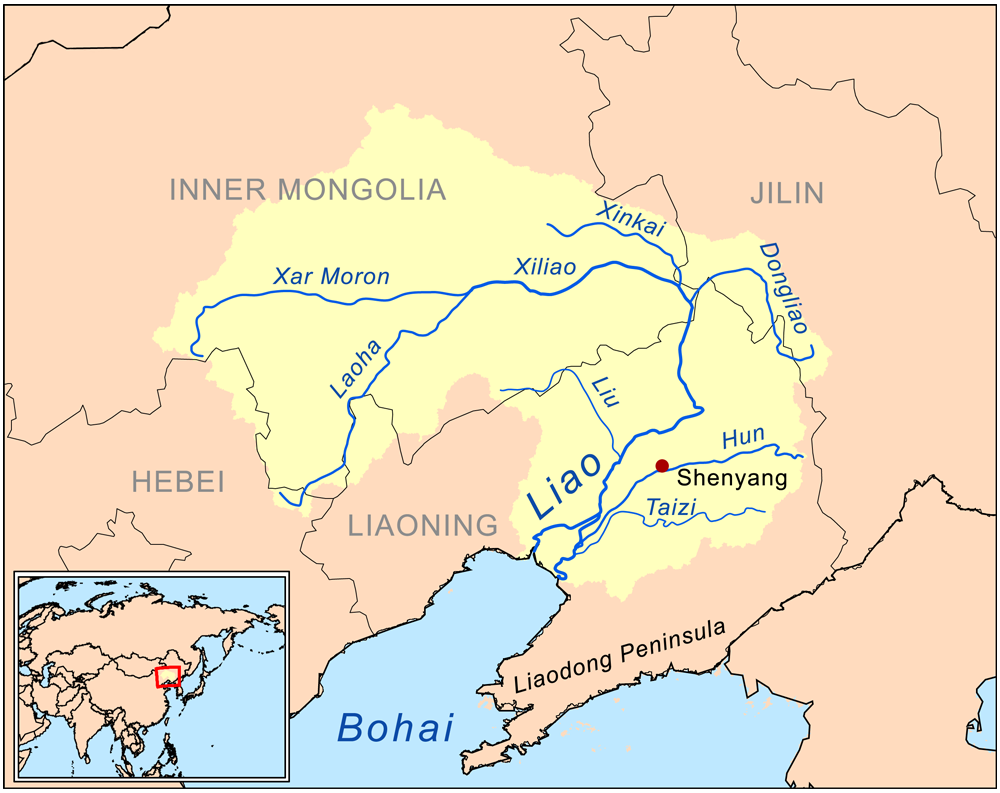
「Hun」が渾河

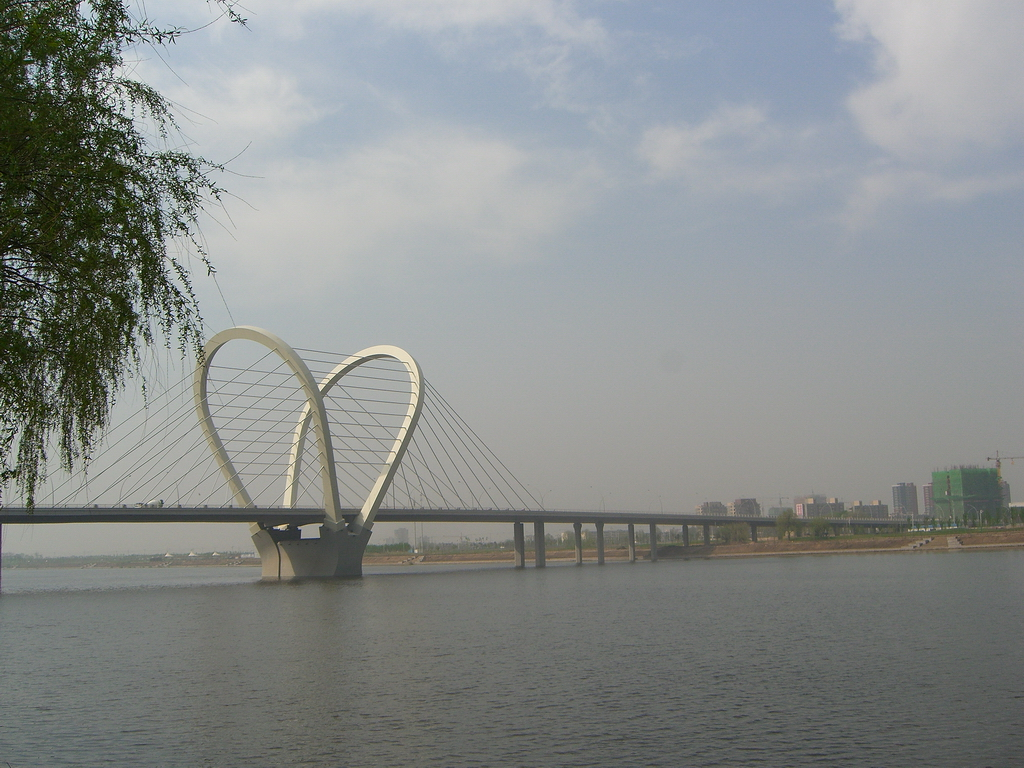
瀋陽市内の渾河

遼寧省と吉林省の境界に源を発してのち両省の境界を流れ、薩爾滸を経て南西に遼寧省を縦貫して渤海の遼東湾に注ぎ込む。
途中の主要都市は、撫順市、瀋陽市。かつては遼河に合流していたが、工事により遼河・渾河・太子河の三川は独立して渤海へそそぐ。

## 支流
- 蘇子河

## 参照項目
- 渾江 (これは鴨緑江水系)